# Списак сликара/У
| Сликари: A Б В Г Д Ђ Е Ж З И Ј К Л Љ М Н Њ О П Р С Т Ћ У Ф Х Ц Ч Џ Ш |

## У
Петар Убавкић (1852—1910), српски сликар
Раул Убак (1910 — 1985), белгијски сликар и фотограф
Паоло Учело (1397 — 1475), италијански сликар
Фриц фон Уде (1848 — 1911), немачки сликар
Вилхелм Унгер (1837 — 1932), немачки графичар
Микеланђело Унтербергер (1695—1753), аустријски сликар
Китагава Утамаро (1753—1806), јапански графичар и сликар
Морис Утрило (1883 — 1955), француски сликар
| Сликари: A Б В Г Д Ђ Е Ж З И Ј К Л Љ М Н Њ О П Р С Т Ћ У Ф Х Ц Ч Џ Ш |